# Victor Steinbrueck Park
Victor Steinbrueck Park es un parque de 3200 m² ubicado en el centro de Seattle, Washington, Estados Unidos. Está situado estratégicamente al noroeste del Pike Place Market, entre la avenida Western y el viaducto Alaskan Way, en la base de la calle Virginia, y ofrece vistas panorámicas de la bahía de Elliott.
El parque lleva el nombre de Victor Steinbrueck, un destacado arquitecto de Seattle que jugó un papel fundamental en la preservación de sitios emblemáticos como el Pike Place Market y Pioneer Square en la ciudad.

## Historia
El parque se encuentra en el mismo lugar donde antes se encontraba el armero de la Guardia Nacional de Washington, el cual fue construido alrededor de 1909 y sufrió daños por un incendio en 1962, en un momento en que el futuro del mercado en sí mismo era un tema polémico. Finalmente, fue demolido en 1968. Victor Steinbrueck, quien desempeñó un papel fundamental en la preservación del cercano Pike Place Market y Pioneer Square, escribió sobre esta ubicación en 1968:
«Uno de los lugares de observación más impresionantes del centro está en la avenida Western, donde se encuentra con el Pike Place y la calle Virginia. Ha sido descuidado por la ciudad y sus posibilidades de disfrute son ignoradas, excepto por algunos habituales y transeúntes».
Steinbrueck se opuso firmemente a la demolición del armero, afirmando que edificios como ese ofrecen un vínculo invaluable con el pasado y agregan variedad e interés a los nuevos entornos. Según él, la restauración no sería imposible ni difícil para diseñadores comprensivos, mientras que otros siempre podrían encontrar razones prácticas para la destrucción.

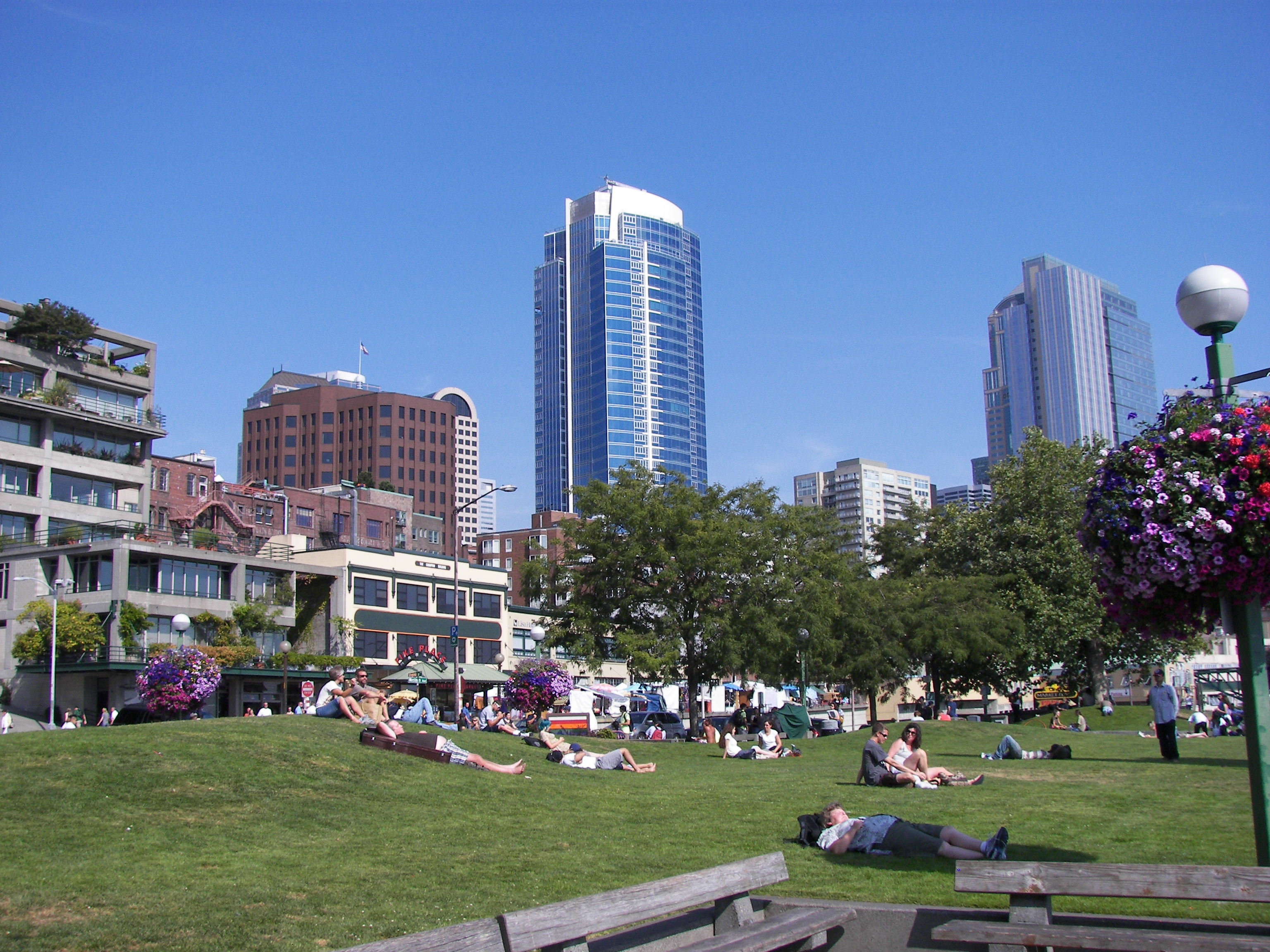
Parque Victor Steinbrueck en Seattle. Fifteen Twenty-One Second Avenue está en el centro del fondo.

En 1968, la ciudad adquirió el terreno, demolió los restos del armero y transfirió la propiedad al departamento de parques en 1970. El parque fue ajardinado en 1982 y se llamó Market Park. En 1984, se agregaron dos tótems de cedro, diseñados por Marvin Oliver y tallados por James Bender. Después del fallecimiento de Steinbrueck en 1985, el parque recibió su nombre en su honor.
Se había planteado la posibilidad de retirar los tótems, por supuestamente carecer de significado o importancia indígena, desmontaje en abril de 2023. La familia Steinbrueck permaneció alerta, acompañados por Marylin, la hermana de Oliver. Durante todo el día, ella supervisó el avance, asegurándose de que los postes nunca hicieran contacto con el suelo, ya que, según la tradición, ello implicaría su destrucción.
Marylin menciona que se ha puesto como misión personal que la obra de arte descolorida de su hermano sea restaurada por artistas y talladores nativos. Shannon Glass, una alta directiva de proyectos en Seattle Parks, sugiere que es probable que los postes sean reinstalados.